# آنوریسم آئورت
آنوریسم آئورت (به انگلیسی: Aortic aneurysm) یعنی بزرگ شدن یا بیرون‌زدگی دیواره سرخرگ آئورت در اثر ضعف دیواره سرخرگ که سبب شود قطر شریان بیش از یک و نیم برابر معمول آن شود.
آنوریسم در هر نقطه از مسیر آئورت (در قفسه سینه یا شکم) ممکن است روی دهد.
به طوری که در آئورت صعودی قطر بیش از ۴ سانتیمتر در آئورت نزولی قطر بیش از ۳/۵ سانتیمتر و در آئورت شکمی قطر بیش از ۳ سانتیمتر به عنوان آنوریسم آئورت به حساب می‌آید.

## علایم شایع

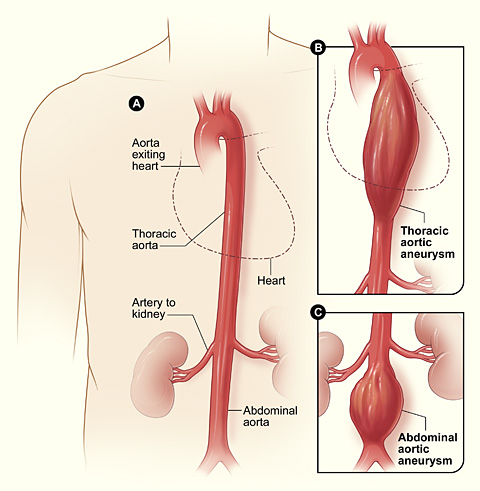
شکل A یک آئورت طبیع را نشان می‌دهد. شکل B یک آنوریسم آئورت توراسیک را نشان می‌دهد (در پشت قلب). شکل C یک آنوریسم آئورت شکمی را نشان می‌دهد که در زیر شریانهای کلیوی قرار دارد.

آنوریسم در قفسه سینه باعث درد قفسه سینه، گردن، کمر، و شکم می‌شود. درد ممکن است ناگهانی و تیز باشد. آنوریسم در شکم باعث درد در کمر (گاهی شدید)، بی‌اشتهایی و کاهش وزن، و وجود یک توده ضربان‌دار در شکم می‌شود.

## علل
- شایع‌ترین علت بروز آنوریسم، افزایش فشارخون است که دیواره سرخرگ را تضعیف می‌کند.
- آترواسکلروز
- ضعف مادرزادی سرخرگ آئورت
- عفونت آئورت در اثر بیماری سیفلیس[۱] (امروزه نادر است).
- صدمه فیزیکی.
- عفونت آئورت در اثر بیماری اندوکاردیت یا عفونت آئورت بعد از جراحی آئورت.
- نشانگان مارفان
- نشانگان اهلرز-دنلوس

## عوامل تشدیدکننده
- سن بیشتر از ۶۰ سال
- سابقه حمله قلبی
- فشارخون بالا
- سیگارکشیدن
- چاقی
- سابقه خانوادگی تصلب شرایین
- بالا بودن پروتئین واکنشی سی

## پیشگیری
- ترک سیگار
- ورزش منظم
- تغذیه کافی و رژیم کم‌چربی
- در صورت وجود سیفلیس، درمان زودهنگام
- رعایت برنامه درمانی کنترل فشارخون
- کاهش استرس

## پیامدهای مورد انتظار
- پاره‌شدن آنوریسم.[۱]
- آنوریسم می‌تواند سبب نارسایی آئورت و نارسایی قلبی شده یا بر ارگان‌های مجاور فشار بیاورد.[۱]
- علائم عبارت‌اند از: درد شدید و تند و تیز در قفسه سینه، یا از دست دادن هوشیاری. اگر پارگی درمان نشود می‌تواند به مرگ بینجامد.

## درمان
تشخیص زودهنگام و درمان قبل از اینکه آنوریسم پاره شود ضروری است.
بررسی‌ها عبارت‌اند از: آزمایش خون از لحاظ فاکتورهای انعقادی، نوار قلب، آنژیوگرافی، سایر عکس‌برداری‌ها، سی تی اسکن، یا سونوگرافی
آنوریسم آئورت اغلب به کمک جراحی درمان‌پذیر است. در جراحی، رگ مصنوعی به جای آن قسمت از رگ آئورت که آنوریسم دارد گذاشته می‌شود. ترمیم جراحی آنوریسم بستگی به محل و اندازه آن دارد. آنوریسم آئورت با قطر بیش از ۵٫۵cm نیاز به جراحی دارد.
داروهای ضدانعقادی برای جلوگیری از تشکیل لخته خون و داروهای ضددرد، پس از جراحی تجویز می‌شوند. معمولاً برای جلوگیری از عفونت آنتی بیوتیک تجویز می‌شود. پس از جراحی، اندازه‌گیری فشارخون و کنترل فشارخون باید جدی گرفته شود. گاهی آنوریسم عود می‌کند.